# Weert
Pronunciação
Weert é um município dos Países Baixos. 
Possui 48.405 habitantes (2010).